# Daniel Katz
Daniel Katz, né le 25 novembre 1938 à Helsinki est un écrivain finlandais de langue finnoise.

## Œuvres

### Romans et nouvelles en finnois
- Kun isoisä Suomeen hiihti, Porvoo Helsinki, WSOY, 1969
- Mikko Papirossin taivaallinen niskalenkki : Epäromaani, Porvoo Helsinki, WSOY, 1972, 281 p. (ISBN 951-0-00629-7)
- Orvar Kleinin kuolema, Porvoo, WSOY, 1976 (ISBN 951-0-06769-5)
- Laturi, Porvoo, WSOY, 1979 (ISBN 951-0-08853-6)
- Peltisepän päivällinen, Porvoo, WSOY, 1981 (ISBN 951-0-10830-8)
- Satavuotias muna, Porvoo, WSOY, 1983 (ISBN 951-0-12095-2)
- Antti Keplerin lait, Porvoo, WSOY, 1987 (ISBN 951-0-13298-5)
- Naisen torso ja muita kertomuksia, Porvoo, WSOY, 1989 (ISBN 951-0-16079-2)
- Saksalainen sikakoira, Porvoo, WSOY, 1992, 398 p. (ISBN 951-0-18402-0)
- Otelo, Porvoo, WSOY, 1994 (ISBN 951-0-19910-9)
- Herra Lootin tyttäret : Jumalallisia ja jumalattomia tarinoita, Porvoo, WSOY, 1999 (ISBN 951-0-23859-7)
- (fi) Laituri matkalla mereen : romaani, Helsinki, WSOY, 2001, 443 p. (ISBN 951-0-26159-9)
- Berberileijonan rakkaus ja muita tarinoita, Helsinki, WSOY, 2008 (ISBN 978-951-0-27256-5)

### Romans et nouvelles traduits en français
- Le grand-père Benno [« Kun isoisä Suomeen hiihti »]  (trad. du finnois par Gabriel Rebourcet), Larbey, Éditions Gaïa, 1996, 256 p. (ISBN 978-2-910030-28-5 et 2910030288)
- Ponton à la dérive [« Laituri matkalla mereen »]  (trad. du finnois par Christian Nabais et Paula Nabais), Paris, Seuil, coll. « Points », 2005, 402 p. (ISBN 2-02-078933-7)
- L'amour du lion berbère [« Berberileijonan rakkaus ja muita tarinoita »]  (trad. Sébastien Cagnoli), Éditions Gaïa, 2011, 269 p. (ISBN 978-2-84720-191-8 et 2-84720-191-2)
- Œil pour œil, chien pour cochon [« Saksalainen sikakoira »]  (trad. Gabriel Rebourcet), Éditions Gaïa, 1997, 381 p. (ISBN 978-2-910030-33-9)
- La mort d'Orvar Klein [« Orvar Kleinin kuolema »]  (trad. Sébastien Cagnoli), Éditions Gaïa, 2007 (ISBN 978-2-84720-096-6 et 2-84720-096-7)

### Pièces radiophoniques
- Sankarikornetti, 1968
- Perimmäisten ominaisuuksien äärellä eli Konrad Monomaani, 1971
- Vappu, 1973

### Théâtre et télévision
- Miten kalat suutelevat, 1970
- Silleri karkuteillä, 1973
- Orvar Kleinin laillinen ruumis (tv), 1975
- Iso viulu – kaks' sataa (tv), 1976
- sepeli metsä 1980
- Kolmipäinen buddha eli valtapeli, 1978
- Narrit (yhdessä Pekka Milonoffin kanssa), 1977
- Jussi laidastalaitaan ja Pedro Papumaha, 1983
- Säätieteilijä, 1983

## Prix et récompenses
- Prix de la littérature de l'état 2009
- Prix de la pièce radiophonique pour les aveugles, 2000
- Médaille Pro Finlandia